# بيرديككاس (كوزاني)
بيرديككاس (Περδίκκας) هي مدينة في كوزاني في مقاطعة فوريا إلادا في اليونان.